# Велде, Виллем ван де (Младший)
Виллем ван де Велде Младший (нидерл. Willem van de Velde, de Jonge; 18 декабря 1633, Лейден — 6 апреля 1707, Гринвич) — голландский живописец, самый известный и самый талантливый художник-маринист из семьи ван де Велде. Его называли Рафаэлем морской живописи.

## Биография
Виллем Младший был сыном Виллема ван де Велде Старшего, учился у отца в Амстердаме и, с 1650 года, у Симона де Влигера. Живописцем был и его брат Адриан ван де Велде.
Виллем ван де Вельде работал и жил со своей семьей в Амстердаме. Виллем был женат дважды, в 1652 году на Петронелле Ле Майр, родом из Веепа, но развёлся. В то время он жил в Бюйтенканте, вероятно, с видом на гавань и Адмиралтейство; с 1655 года одним из его соседей был адмирал Михил де Рёйтер. В 1656 году художник женился на Магдалене Вальравенс, дочери шкипера. У супругов было четверо детей, последний из которых был крещён в Зёйдеркерке (Южной церкви) в 1674 году.
В 1672 году, в начале Третьей англо-голландской войны, в результате экономического краха, вызванного французским вторжением, он вместе с отцом переехал в Лондон и поступил на службу к английскому королю Карлу II. После смерти Карла II в 1685 году на некоторое время вернулся в Нидерланды, но вскоре был снова призван на службу в Англию королём Яковом II, который стал его новым покровителем.
Виллем ван де Велде сначала жил в Королевском дворце в Гринвиче, а в 1691 году переехал в Вестминстер. Скончался художник 6 апреля 1707 года в Вестминстере и был похоронен в церкви Сент-Джеймс на Пикадилли. Мемориал ему и его отцу находится в церкви.

## Творчество
В первой половине своей жизни Виллем ван де Велде Младший занимался изображением побед голландского флота. Находясь на королевской службе в Англии, он стал прославлять в живописи победы английского военного флота. Поэтому многие английские путешественники с удовольствием покупали в Нидерландах картины Виллема ван де Велде Младшего. Он сосредоточился на «портретах» королевских английских яхт и военных кораблей. Вскоре его имя стало известно в Англии. Его картины с изображением английского флота украшали стены королевского двора. Вскоре в Англии его стали считать одним из величайших художников-маринистов своего времени. Его работы стоили очень дорого, и в результате он сколотил немалое состояние. Его более поздние работы задали тон английской морской живописи XVIII века.
Лучшее у Ван де Велде — это изящные и законченные изображения кораблей со всей их остнасткой всех типов (обычно по рисункам отца). Море, которое он также любил, оставалось лишь фоном.
Художник также знаменит картинами, изображающими спокойное море с волшебным отражением глади воды и морскими баталиями. Его произведения хранятся в Лондонской национальной галерее и частных английских коллекциях, в амстердамском Рейксмюсеуме, в Гааге, Берлине, Мюнхене, Вене и Париже. В санкт-петербургском Эрмитаже находятся четыре картины Виллема ван де Велде Младшего. Кроме картин, он оставил множество рисунков, число которых превышает восемь тысяч.

## Галерея

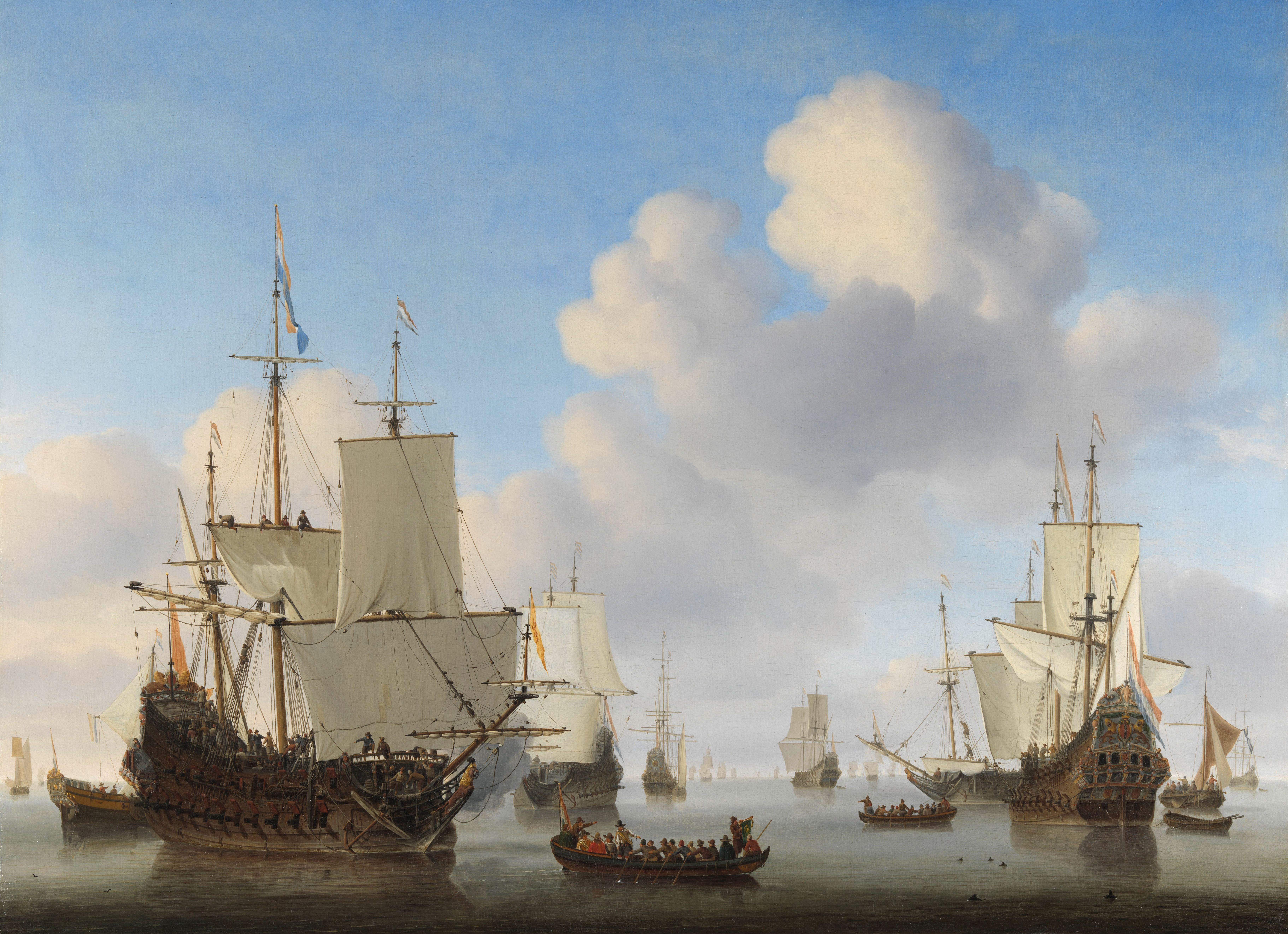
Голландские корабли в спокойном море. Ок. 1665. Холст, масло. Рейксмюсеум, Амстердам
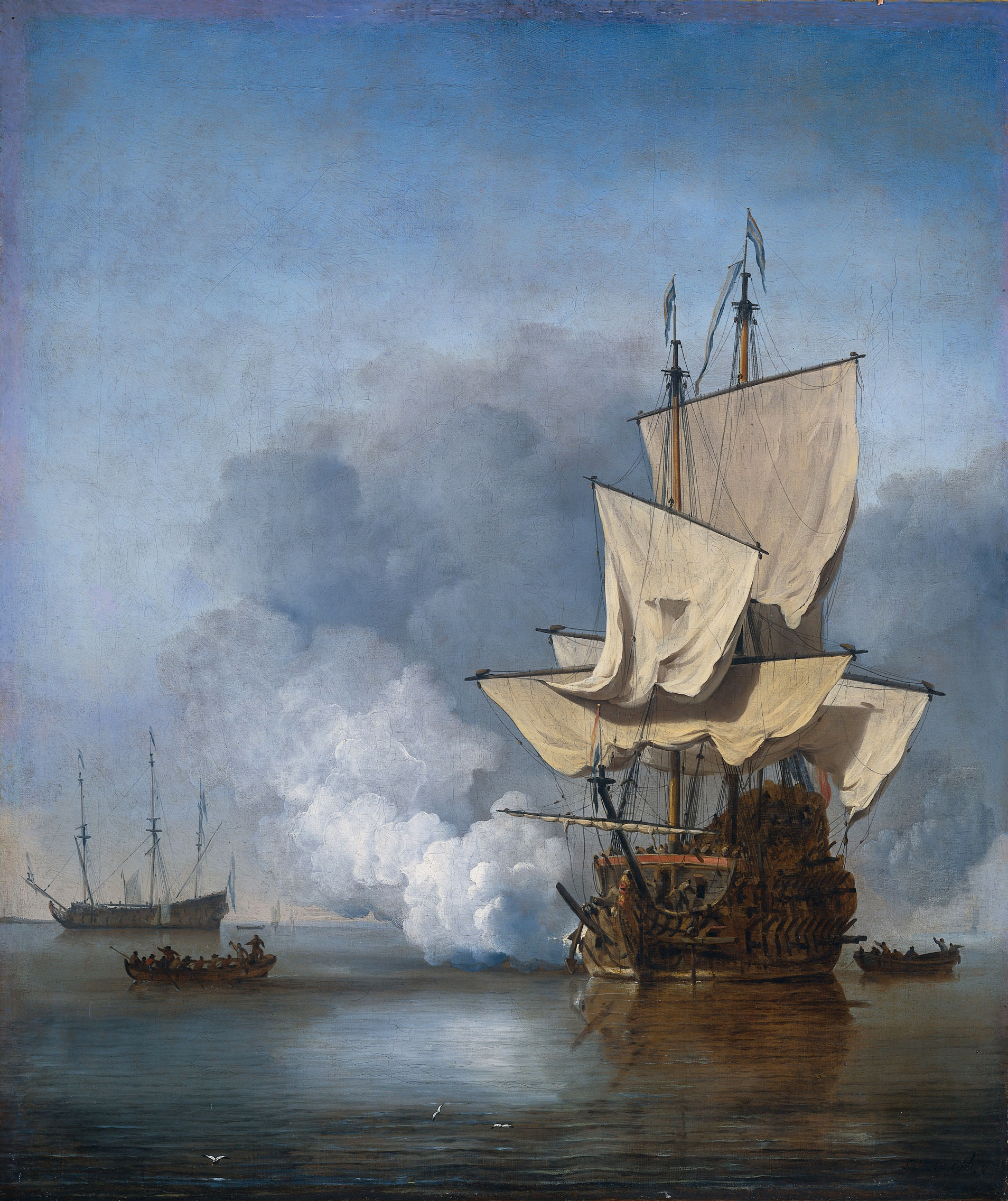
Пушечный залп. Ок. 1680. Холст, масло. Рейксмюсеум, Амстердам
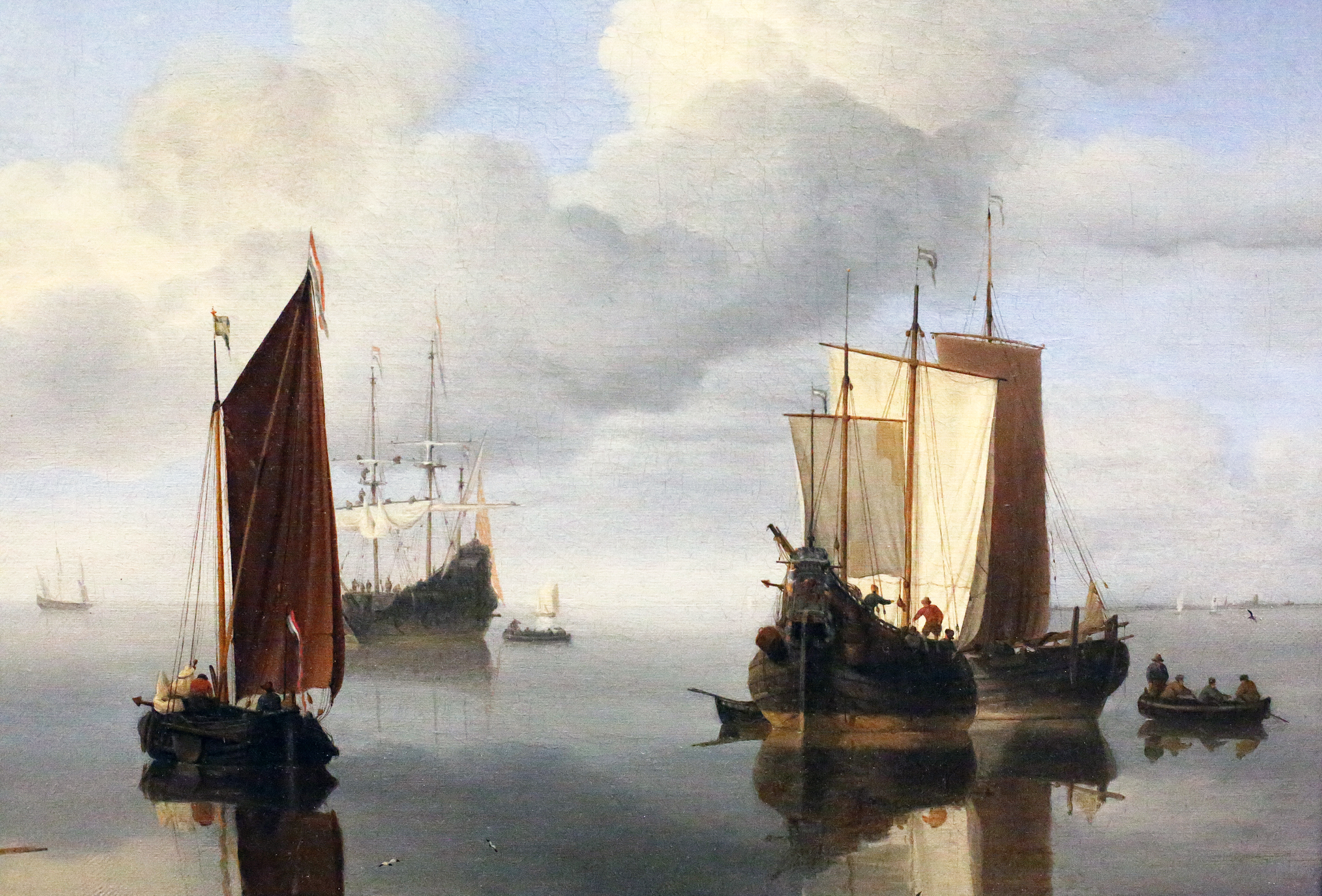
Рыбацкие лодки под парусами. 1655. Холст, масло. Собрание Уоллеса, Лондон
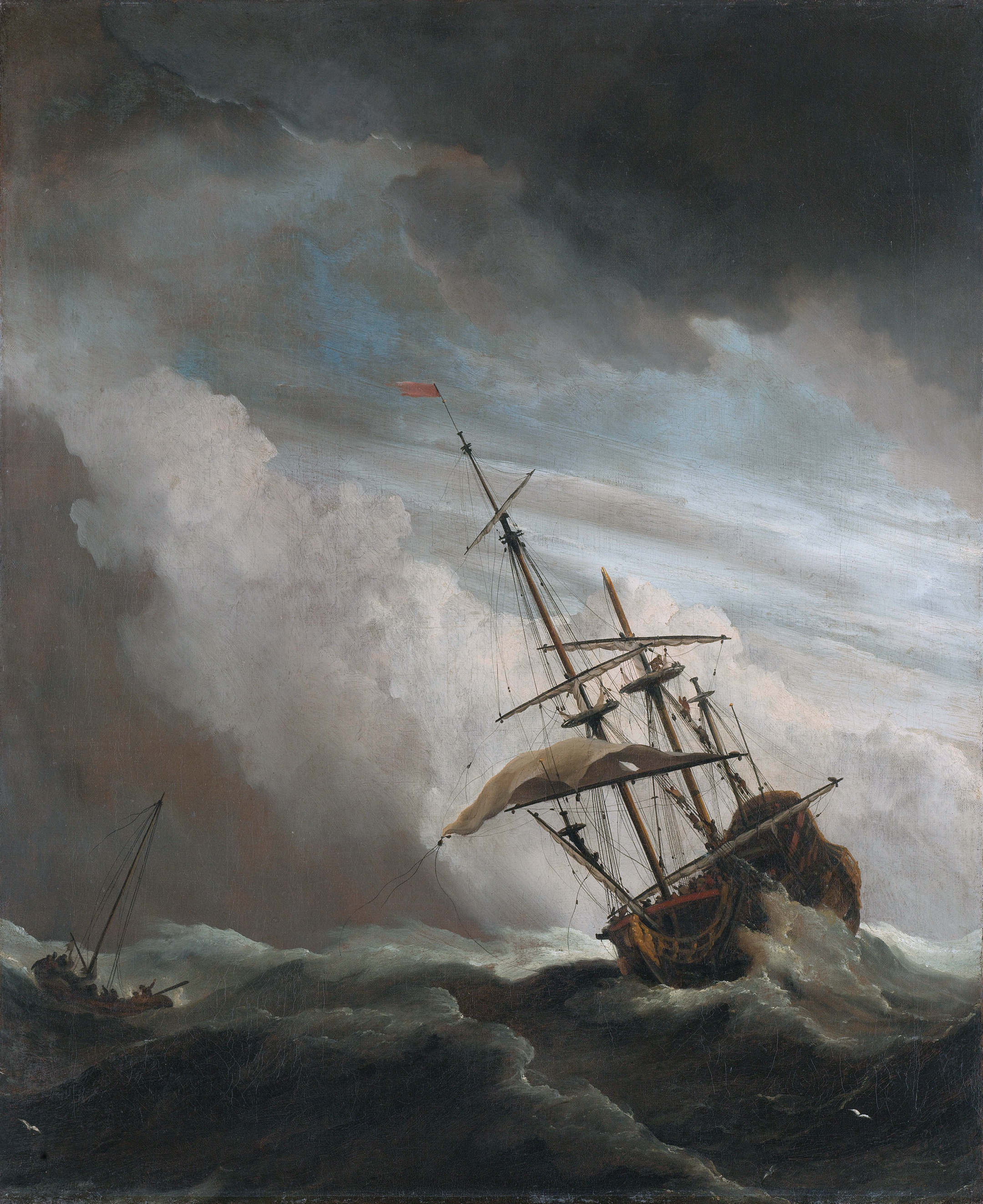
Корабль, попавший в беду во время бушующего шторма. Ок. 1680. Холст, масло. Рейксмюсеум, Амстердам
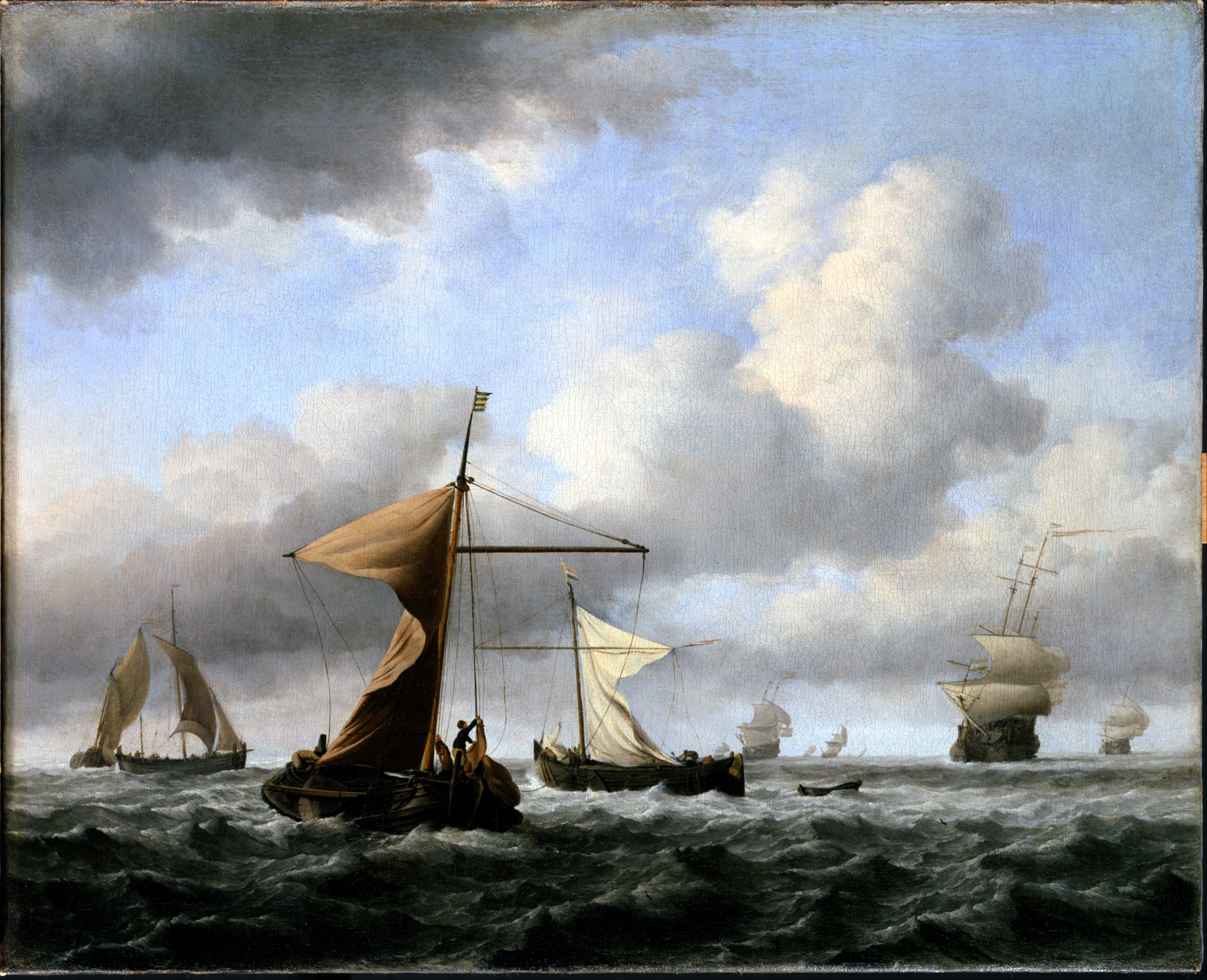
Лёгкий ветерок. Ок. 1665. Холст, масло. Далиджская картинная галерея, Лондон
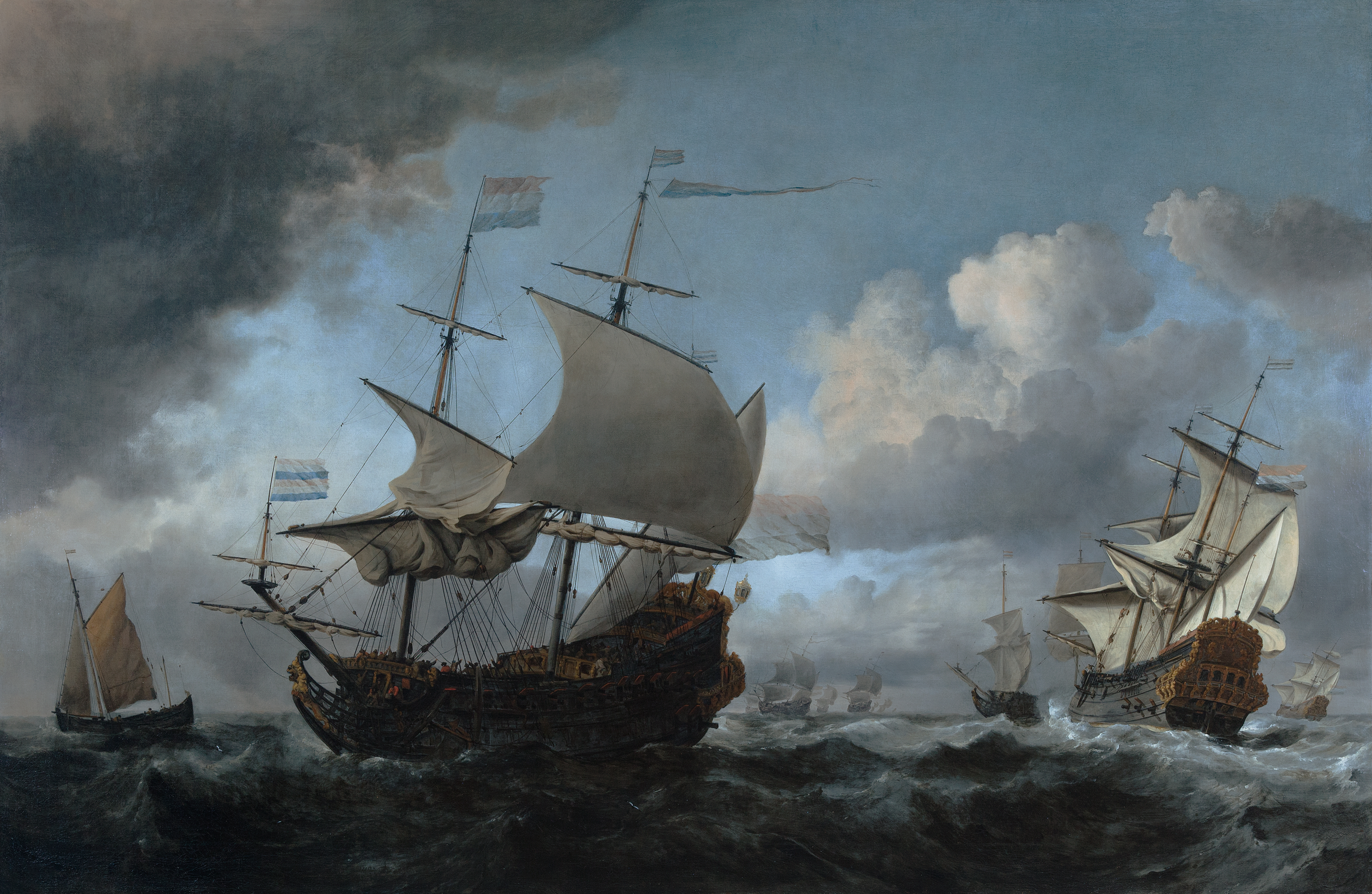
Сбор голландского флота перед четырёхдневным сражением 11-14 июня 1666 года. 1670. Холст, масло. Частное собрание
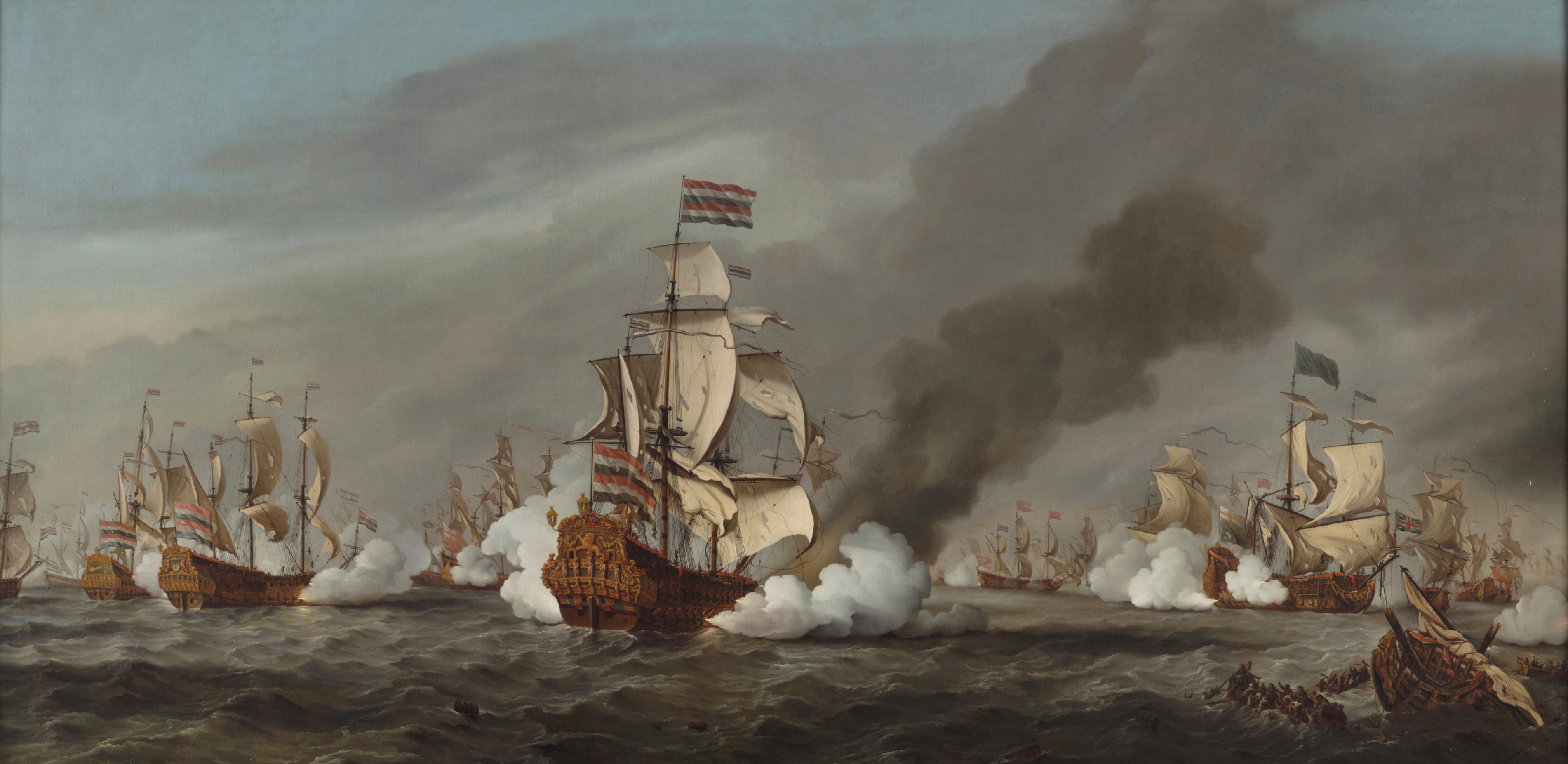
«Гуден Леу» в битве при Текселе между голландским и франко-английским флотом 11 августа 1673 года. 1687. Холст, масло. Национальный морской музей, Амстердам